# Quatre sans barreur aux Jeux olympiques d'été de 2012
Navigation
Pékin 2008 Rio de Janeiro 2016
L'épreuve masculine du quatre sans barreur des Jeux olympiques d'été 2012 de Londres s'est déroulé sur le Dorney Lake du 30 juillet au 4 août 2012.

## Horaires
Les temps sont donnés en Western European Summer Time (UTC+1)
| Date                  | Temps           | Série         |
| --------------------- | --------------- | ------------- |
| Lundi 30 juillet 2012 | 10 h 40-11 h 10 | Éliminatoires |
| Mardi 31 juillet 2012 | 9 h 40-9 h 50   | Repêchages    |
| Jeudi 2 août 2012     | 10 h 10-10 h 30 | Demi-finale   |
| Samedi 4 août 2012    | 10 h 30-10 h 40 | Finale B      |
| Samedi 4 août 2012    | 11 h 30-11 h 40 | Finale A      |

## Médaillés
| Or                                                                   | Argent                                                                  | Bronze                                                        |
| Grande-Bretagne Alex Gregory Tom James Pete Reed Andrew Triggs-Hodge | Australie James Chapman Joshua Dunkley-Smith Drew Ginn William Lockwood | États-Unis Charlie Cole Scott Gault Glenn Ochal Henrik Rummel |

## Résultats

### Éliminatoires
Les trois premiers de chaque série se qualifient pour les demi-finales tandis que les autres vont en repêchage.  

#### Série 1
| Rang | Rameurs                                | Pays             | Temps         | Notes |
| ---- | -------------------------------------- | ---------------- | ------------- | ----- |
| 1    | Chapman, Dunkley-Smith, Ginn, Lockwood | Australie        | 5 min 47 s 06 | Q, MO |
| 2    | Hauffe, Käufer, Schmidt, Seifert       | Allemagne        | 5 min 49 s 84 | Q     |
| 3    | Dean, Jacob, O'Farrell, Wilkinson      | Canada           | 5 min 50 s 78 | Q     |
| 4    | Harris, O'Neill, Uru, Williams         | Nouvelle-Zélande | 5 min 51 s 84 |       |
| 5    | Đerić, Jagar, Vasić, Vuković           | Serbie           | 5 min 53 s 35 |       |

#### Série 2
| Rang | Rameurs                                   | Pays               | Temps         | Notes |
| ---- | ----------------------------------------- | ------------------ | ------------- | ----- |
| 1    | Gregory, James, Reed, Triggs-Hodge        | Grande-Bretagne    | 5 min 50 s 27 | Q     |
| 2    | Cozmiuc, Curuea, Palamariu, Pîrghie       | Roumanie           | 5 min 52 s 87 | Q     |
| 3    | Kazubouski, Lialin, Mihal, Shcharbachenia | Biélorussie        | 5 min 53 s 26 | Q     |
| 4    | Bruncvík, Horváth, Klang, Podrazil        | République tchèque | 5 min 54 s 37 | R     |

#### Série 3
| Rang | Rameurs                                  | Pays       | Temps         | Notes |
| ---- | ---------------------------------------- | ---------- | ------------- | ----- |
| 1    | Cole, Gault, Ochal, Rummel               | États-Unis | 5 min 54 s 88 | Q     |
| 2    | Hendriks, Knab, Meylink, Versluis        | Pays-Bas   | 5 min 55 s 99 | Q     |
| 3    | Christou, Papachristos, Tsilis, Tziallas | Grèce      | 5 min 57 s 71 | Q     |
| 4    | Agamennoni, Capelli, Paonessa, Venier    | Italie     | 6 min 02 s 01 | R     |

### Repêchages
Les trois premiers se qualifient pour les demi-finales.
| Rang | Rameurs                               | Pays               | Temps         | Notes |
| ---- | ------------------------------------- | ------------------ | ------------- | ----- |
| 1    | Đerić, Jagar, Vasić, Vuković          | Serbie             | 6 min 01 s 97 | Q     |
| 2    | Harris, O'Neill, Uru, Williams        | Nouvelle-Zélande   | 6 min 03 s 66 | Q     |
| 3    | Agamennoni, Capelli, Paonessa, Venier | Italie             | 6 min 04 s 27 | Q     |
| 4    | Bruncvík, Horváth, Klang, Podrazil    | République tchèque | 6 min 04 s 56 |       |

### Demi-finales
Les trois premiers se qualifient pour la finale A tandis que les autres se qualifient pour la finale B.

#### Demi-finales 1
| Rang | Rameurs                                   | Pays            | Temps         | Notes |
| ---- | ----------------------------------------- | --------------- | ------------- | ----- |
| 1    | Gregory, James, Reed, Triggs-Hodge        | Grande-Bretagne | 5 min 58 s 26 | Q     |
| 2    | Chapman, Dunkley-Smith, Ginn, Lockwood    | Australie       | 5 min 59 s 23 | Q     |
| 3    | Hendriks, Knab, Meylink, Versluis         | Pays-Bas        | 6 min 03 s 71 | Q     |
| 4    | Agamennoni, Capelli, Paonessa, Venier     | Italie          | 6 min 05 s 00 |       |
| 5    | Kazubouski, Lialin, Mihal, Shcharbachenia | Biélorussie     | 6 min 05 s 26 |       |
| 6    | Đerić, Jagar, Vasić, Vuković              | Serbie          | 6 min 07 s 41 |       |

#### Demi-finales 2
| Rang | Rameurs                                  | Pays             | Temps         | Notes |
| ---- | ---------------------------------------- | ---------------- | ------------- | ----- |
| 1    | Cole, Gault, Ochal, Rummel               | États-Unis       | 6 min 01 s 72 | Q     |
| 2    | Christou, Papachristos, Tsilis, Tziallas | Grèce            | 6 min 02 s 61 | Q     |
| 3    | Hauffe, Käufer, Schmidt, Seifert         | Allemagne        | 6 min 04 s 61 | Q     |
| 4    | Harris, O'Neill, Uru, Williams           | Nouvelle-Zélande | 6 min 06 s 36 |       |
| 5    | Dean, Jacob, O'Farrell, Wilkinson        | Canada           | 6 min 08 s 90 |       |
| 6    | Cozmiuc, Curuea, Palamariu, Pîrghie      | Roumanie         | 6 min 12 s 74 |       |

### Finales

#### Finale B
| Rang | Rameurs                                   | Pays             | Temps         | Notes |
| ---- | ----------------------------------------- | ---------------- | ------------- | ----- |
| 1    | Kazubouski, Lialin, Mihal, Shcharbachenia | Biélorussie      | 6 min 09 s 31 |       |
| 2    | Agamennoni, Capelli, Paonessa, Venier     | Italie           | 6 min 09 s 42 |       |
| 3    | Dean, Jacob, O'Farrell, Wilkinson         | Canada           | 6 min 11 s 15 |       |
| 4    | Đerić, Jagar, Vasić, Vuković              | Serbie           | 6 min 11 s 94 |       |
| 5    | Harris, O'Neill, Uru, Williams            | Nouvelle-Zélande | 6 min 11 s 97 |       |
| 6    | Cozmiuc, Curuea, Palamariu, Pîrghie       | Roumanie         | 6 min 16 s 20 |       |

#### Finale A
| Rang                                | Rameurs                                  | Pays            | Temps         | Notes |
| ----------------------------------- | ---------------------------------------- | --------------- | ------------- | ----- |
| Médaille d'or, Jeux olympiques      | Gregory, James, Reed, Triggs-Hodge       | Grande-Bretagne | 6 min 03 s 97 |       |
| Médaille d'argent, Jeux olympiques  | Chapman, Dunkley-Smith, Ginn, Lockwood   | Australie       | 6 min 05 s 19 |       |
| Médaille de bronze, Jeux olympiques | Cole, Gault, Ochal, Rummel               | États-Unis      | 6 min 07 s 20 |       |
| 4                                   | Christou, Papachristos, Tsilis, Tziallas | Grèce           | 6 min 11 s 43 |       |
| 5                                   | Hendriks, Knab, Meylink, Versluis        | Pays-Bas        | 6 min 14 s 78 |       |
| 6                                   | Hauffe, Käufer, Schmidt, Seifert         | Allemagne       | 6 min 16 s 37 |       |

## Sources
- Site officiel de Londres 2012
- (en) Site de la fédération internationale d'aviron
- (en) « Programme des compétitions »(Archive.org • Wikiwix • Archive.is • Google • Que faire ?)